# Sylvie (2004)
Albums de Sylvie Vartan
Irrésistiblement Sylvie
(1999) Nouvelle vague
(2007)
Sylvie est le titre du 37e album de la chanteuse Sylvie Vartan sorti en avril 2004. 

## Histoire
L'album se devait d'être, à la base, un album dance. Cependant, le choix de certaines chansons donne à cet opus, un son résolument variété pop.
Les styles musicaux abordés sont variés: le bossa-nova ("Plus rien n'est comme avant"), le pop-rock ("Ouvre-moi le ciel"), le disco dance ("Give me a reason") ou le piano-voix ("On s'est tant aimé")
L'album se compose de 14 titres dont une plage cachée. Sylvie s'entoure de ses collaborateurs, Michel Mallory, Eric Chémouny et Didier Barbelivien mais fait également appel à toute une nouvelle génération d'auteurs-compositeurs afin d'assurer une homogénéité à l'album, Florent Marchet et Frédéric Lo pour le premier extrait "Ce n'est pas rien" et également Paul Manners et David Esposito pour "Give me a reason", "Je ne plaisante pas", "Tu sei dentro di me" et "La neige en été".
Afin de promouvoir son album, la chanteuse a fait beaucoup d'apparitions télévisées tout au long de l'exploitation de l'opus. Elle se voit donner carte blanche par France 2, pour la sortie de son spectacle en DVD, afin de créer son propre show (intitulé "Au rythme du cœur") mixant anciennes et nouvelles chansons, où elle invite entre autres, Francis Cabrel, Jenifer, Chimène Badi, Arielle Dombasle, Liane Foly, Roch Voisine.

## Les titres
- La neige en été
- Ce n'est pas rien
- Les tangos argentins
- On s'est tant aimé
- Give me a reason
- Ouvre-moi le ciel
- Plus rien n'est comme avant
- Je ne plaisante pas
- Au rythme du cœur
- Tout feu, tout flamme
- Tu sei dentro di me
- Les yeux d'Emma
- Rupture
- Invisible (en piste cachée)

## Les extraits
- Ce n'est pas rien
- La neige en été (version courte)
- Au rythme du cœur (version remixée)
- On s'est tant aimé (version réorchestrée)